# هیو کلیفورد
هیو کلیفورد (انگلیسی: Hughie Clifford; ۲۶ ژانویهٔ ۱۸۶۶ – ۳ اکتبر ۱۹۲۹)  بازیکن فوتبال  اهل بریتانیا بود.
از باشگاه‌هایی که در آن بازی کرده‌است می‌توان به باشگاه فوتبال استوک سیتی، و باشگاه فوتبال هیبرنین، باشگاه فوتبال سلتیک، باشگاه فوتبال منچستر سیتی، باشگاه فوتبال لیورپول، باشگاه فوتبال استوک سیتی، و باشگاه فوتبال مادرول اشاره کرد.